# Romain Vincelot
Romain Vincelot (de son nom complet Romain Marcel Georges Vincelot) est un footballeur français né le 29 octobre 1985 à Poitiers en France. Il évolue au poste de milieu de terrain.

## Biographie
Romain Vincelot commence sa carrière aux Chamois niortais au poste de défenseur. Du 17 au 20 février 2003, il participe à un stage de détection avec l'équipe de France des moins de 18 ans, au CTNFS à Clairefontaine, aux côtés notamment de Lassana Diarra, Mohamed Sissoko et Yannick Cahuzac. Il joue son premier match professionnel le 25 janvier 2005 à l'occasion du match de Ligue 2 opposant Niort à la Berrichonne de Châteauroux,. Il joue deux autres matchs de Ligue 2 durant cette saison qui voit Niort être relégué en National. La saison de National qui suit se passe bien pour Vincelot qui joue 30 matchs et participe activement à la remontée en Ligue 2 du club assortie d'un titre de champion. Les saisons 2006-2007 et 2007-2008 qui se déroulent toutes les deux en Ligue 2, voient son temps de jeu décliner, avec respectivement 9 et 6 matchs de championnat disputés.
Il s'engage pour la saison 2008-2009 en National, à Gueugnon dont l'objectif est de « remonter en Ligue 2 » mais la saison se passe mal et le club forgeron doit se contenter du maintien. Finalement, il joue 24 matchs toutes compétitions confondues. 
Il rêve alors d'aller en Angleterre, mais il doit attendre le 22 janvier 2010, pour trouver un club anglais en l’occurrence Dagenham & Redbridge qui évolue en League Two le quatrième niveau anglais. Il fait ses débuts avec le club dès le lendemain en championnat à Shrewsbury Town où Dagenham s'incline 2-1. Il entre en jeu une nouvelle fois lors de la réception d'Accrington Stanley le 3 avril avant de s'imposer comme titulaire dans l'équipe puisqu'il joue les sept derniers matchs de championnat de son équipe en intégralité pour un but marqué contre Burton Albion le 17 avril, ainsi que les trois matchs de barrage de montée en League One, barrages que le club remporte. Lors de la saison 2010-2011, Vincelot s'impose comme un titulaire indiscutable, puisqu'il joue les 50 matchs officiels de l'équipe dont 49 en intégralité, pour 12 buts marqués soit le deuxième total de Dagenham, mais l'équipe termine vingt-et-unième et doit retourner en League Two.
Il signe le 15 juillet 2011 un contrat de deux ans à Brighton & Hove Albion, club promu en Championship et champion la saison précédente en League One. Durant cette saison 2011-2012, Vincelot joue 20 matchs pour un but marqué. Lors de la saison suivante, il ne joue pas un seul match officiel avec Brighton durant le début de saison. Pour trouver du temps de jeu, il est alors prêté le 26 octobre pour une durée de deux mois à Gillingham qui évolue en League Two. Il débute dès le lendemain avec son nouveau club par une victoire 1-0 sur le terrain de l'AFC Wimbledon et marque le seul but de la partie. Durant son prêt, il joue les 11 matchs officiels de Gillingham dont 10 titularisations. Il revient à Brighton où il ne joue toujours pas. Le 31 janvier 2013, il est libéré de son contrat par Brighton. 
Le 7 février 2013, il s'engage jusqu'à la fin de la saison avec Leyton Orient qui évolue en League One. Il s'impose rapidement dans l'équipe et joue 15 matchs de championnat. Le 14 juin 2013, il signe un contrat de trois ans avec Leyton Orient. Lors de la première saison, Leyton Orient termine troisième du championnat. Le club dispute alors les play-offs d'accession. Le club perd en finale contre Rotherham (2-2 a.p., 3-4 t.a.b.) après avoir mené 2-0. Vincelot joue 48 matchs durant cette saison. Lors de la saison suivante, le club lutte toute la saison pour ne pas descendre en League Two. En terminant 23e sur 24, Leyton échoue à se maintenir. Vincelot joue 33 matchs pour 4 buts toutes compétitions confondues jusqu'à début mars. En effet, lors de la défaite 1-0 de son équipe à Peterborough, le 7 mars en championnat, Vincelot se blesse au genou, ce qui lui vaut d'être indisponible jusqu'à la fin de la saison. Ce sera sa dernière apparition pour Leyton Orient puisque le 8 juillet 2015, il est transféré à Coventry.
Le 23 juillet 2016, il s'engage pour deux saisons avec Bradford City.
Il devient capitaine du club lors de son passage au club. Le 19 juillet 2018, il rejoint Crawley Town qui évolue en League Two.
Le 22 janvier 2019, il rompt son contrat pour retourner en League One au Shrewsbury Town. Il débute le deux février en championnat contre Luton Town. Il joue cinq matchs dans cette demi-saison. Lors de la saison suivante, il joue les deux premiers matchs de championnat. Il se blesse et il se fait mettre une prothèse de la hanche en octobre. Il ne peut rejouer de la saison, car lors de son retour les compétitions sont arrêtées à cause de la Pandémie de Covid-19. Il n'est pas prolongé à l'issue de son contrat.
Le 24 juillet 2020, il rejoint le Stevenage Football Club qui évolue en League Two.
Le 27 avril 2021, il annonce la fin de sa carrière.

## Statistiques
| Saison                | Club                   | Championnat           | Championnat | Championnat | Coupe nationale | Coupe nationale | Coupe de la Ligue | Coupe de la Ligue | Football League Trophy | Football League Trophy | Play-offs | Play-offs | Total | Total |
| Saison                | Club                   | Division              | M.          | B.          | M.              | B.              | M.                | B.                | M.                     | B.                     | M.        | B.        | M.    | B.    |
| 2004-2005             | Chamois niortais       | Ligue 2               | 3           | 0           | -               | -               | -                 | -                 | -                      | -                      | -         | -         | 3     | 0     |
| 2005-2006             | Chamois niortais       | National              | 30          | 1           | -               | -               | -                 | -                 | -                      | -                      | -         | -         | 30    | 1     |
| 2006-2007             | Chamois niortais       | Ligue 2               | 9           | 0           | 1               | 1               | -                 | -                 | -                      | -                      | -         | -         | 10    | 1     |
| 2007-2008             | Chamois niortais       | Ligue 2               | 6           | 0           | 1               | 0               | -                 | -                 | -                      | -                      | -         | -         | 7     | 0     |
| 2008-2009             | FC Gueugnon            | National              | 20          | 1           | 2               | 0               | 2                 | 0                 | -                      | -                      | -         | -         | 24    | 1     |
| 2010                  | Dagenham & Redbridge   | League Two            | 9           | 1           | -               | -               | -                 | -                 | -                      | -                      | 3         | 0         | 12    | 1     |
| 2010-2011             | Dagenham & Redbridge   | League One            | 46          | 12          | 2               | 0               | 1                 | 0                 | 1                      | 0                      | -         | -         | 50    | 12    |
| 2011-2012             | Brighton & Hove Albion | Championship          | 15          | 1           | 2               | 0               | 3                 | 0                 | -                      | -                      | -         | -         | 20    | 1     |
| 2012-2013             | Brighton & Hove Albion | Championship          | -           | -           | -               | -               | -                 | -                 | -                      | -                      | -         | -         | 0     | 0     |
| 2012                  | Gillingham (prêt)      | League Two            | 9           | 1           | 2               | 0               | -                 | -                 | -                      | -                      | -         | -         | 11    | 1     |
| 2013                  | Leyton Orient          | League One            | 15          | 1           | -               | -               | -                 | -                 | -                      | -                      | -         | -         | 15    | 1     |
| 2013-2014             | Leyton Orient          | League One            | 39          | 0           | 2               | 0               | 2                 | 0                 | 2                      | 0                      | 3         | 0         | 48    | 0     |
| 2014-2015             | Leyton Orient          | League One            | 27          | 2           | -               | -               | 3                 | 2                 | 3                      | 0                      | -         | -         | 33    | 4     |
| 2015-2016             | Coventry City          | League One            | 45          | 4           | -               | -               | 1                 | 0                 | -                      | -                      | -         | -         | 46    | 4     |
| 2016-2017             | Bradford City          | League One            | 45          | 2           | -               | -               | 1                 | 0                 | 2                      | 0                      | 3         | 0         | 51    | 2     |
| 2017-2018             | Bradford City          | League One            | 38          | 4           | 3               | 1               | 1                 | 0                 | 1                      | 0                      | -         | -         | 43    | 5     |
| 2018-2019             | Crawley Town           | League Two            | 12          | 0           | -               | -               | 1                 | 0                 | 2                      | 0                      | -         | -         | 15    | 0     |
| 2019                  | Shrewsbury Town        | League One            | 3           | 0           | 2               | 0               | -                 | -                 | -                      | -                      | -         | -         | 5     | 0     |
| 2019-2020             | Shrewsbury Town        | League One            | 2           | 0           | -               | -               | -                 | -                 | -                      | -                      | -         | -         | 2     | 0     |
| 2020-2021             | Stevenage              | League Two            | 26          | 0           | 2               | 0               | 1                 | 0                 | 2                      | 0                      | -         | -         | 31    | 0     |
| Total sur la carrière | Total sur la carrière  | Total sur la carrière | 399         | 30          | 19              | 2               | 16                | 2                 | 13                     | 0                      | 9         | 0         | 456   | 34    |

## Palmarès
- Champion de France de National en 2006 avec les Chamois niortais FC